# Talbiyye
Talbiyye (o Talbieh) è uno dei 13 campi-profughi palestinesi (gli ufficiali sono 10) che si trova in Giordania.
Il campo si trova a 35 chilometri a sud di Amman e si estende su una superficie di 130 000 metri quadrati.
Costruito nel 1968, molti rifugiati palestinesi vi si stabilirono a partire dal 1967 e oggi conta circa 7 000 persone registrate, secondo un censimento dell'UNRWA, ma gli abitanti effettivi sarebbero circa 9 000.